# كامبولونغو ماغيوري
كامبولونغو ماغيوري هي بلدة تقع في منطقة البندقية الحضرية، فينيتو، إيطاليا. تقع شمال شرق طريق SS516.
يفصل نهر برينتا القرية الرئيسية عن بوغون، وهي فريزيوني|المنطقة الرئيسية في البلدية. مساحتها الإجمالية قرابة 23.54 كم مربع.
يحكم كامبولونغو ماغيوري حزب يسار الوسط السياسي.
تشتهر البلدية بكونها مسقط رأس فيليس مانيرو، الرئيس السابق للمنظمة الإجرامية مالا ديل برينتا.